# Salvias
Salvias ist eine Ortschaft und eine Parroquia rural („ländliches Kirchspiel“) im Kanton Zaruma der ecuadorianischen Provinz El Oro. Die Parroquia besitzt eine Fläche von 96,95 km². Die Einwohnerzahl lag im Jahr 2010 bei 748.

## Lage
Die Parroquia Salvias liegt in den westlichen Anden im Südwesten von Ecuador. Entlang der nördlichen Verwaltungsgrenze verläuft ein 3500 m hoher Gebirgskamm. Die Parroquia umfasst die Einzugsgebiete von Río San Antonio und Río Elvira. Diese fließen in südlicher Richtung und vereinigen sich nahe dem Hauptort Salvias. Der Río Las Palmas, ein Zufluss des Río Pindo, fließt entlang der südlichen Verwaltungsgrenze nach Westen und entwässert dabei das Gebiet. Der 1080 m hoch gelegene Hauptort Salvias befindet sich 9 km nordöstlich vom Kantonshauptort Zaruma. Eine Nebenstraße führt von Zaruma über Sinsao nach Salvias.
Die Parroquia Salvias grenzt im Osten an die Parroquia Manu (Kanton Saraguro, Provinz Loja), im Süden an die Parroquia Güizhagüiña, im Westen an die Parroquia Sinsao, im Nordwesten an die Parroquia Huertas und an den Kanton Chilla sowie im Norden an die Parroquia Guanazán.

## Orte und Siedlungen
In der Parroquia gibt es neben dem Hauptort Salvias folgende Barrios: Ortega, Palmas, San Antonio und Tambillo. Ferner gibt es folgende Sitios: El Molino, Elvira, Loma Larga und San José.

## Geschichte
Die Parroquia Salvias wurde am 5. November 1993 gegründet.